# Кокбастау (Восточно-Казахстанская область)
Кокбастау (каз. Көкбастау, до 2013 г. — Юбилейное) — село в Улькен Нарынском районе Восточно-Казахстанской области Казахстана. Входит в состав Улкен Нарынского сельского округа. Код КАТО — 635430600.

## Население
В 1999 году население села составляло 399 человек (210 мужчин и 189 женщин). По данным переписи 2009 года, в селе проживали 302 человека (158 мужчин и 144 женщины).